# Rudolf Rokl
Rudolf Rokl (16. prosince 1941 v Rychnově nad Kněžnou – 23. září 1997 v Praze) byl český klavírista, skladatel a hudební aranžér, dlouholetý spolupracovník a osobní přítel zpěváka Karla Gotta. Kromě populární hudby se také aktivně věnoval hudbě vážné a jazzu.

## Stručný životopis
Na klavír hrál od svých 4 let, již v roce 1948 natočil svoji první gramofonovou desku a vyhrál v Ostravě soutěž mladých klavíristů. V roce 1953 se na koncertě seznámil s profesorem Františkem Rauchem, z jehož popudu pak v roce 1955 začal studovat na konzervatoři hru na klavír, dirigování a skladbu. V roce 1958 poprvé veřejně vystoupil s Orchestrem Karla Vlacha.
Koncem 50. let alternoval Jiřího Šlitra společně s Oldřichem Františkem Korte jakožto klavírista v Laterně Magice, od roku 1959 působil jako klavírista Tanečního orchestru Československého rozhlasu v Praze. Byl velmi všestranným hudebníkem, spolu s populární hudbou se ale stále věnoval i jazzu a vážné hudbě, uměl hrát i country hudbu. Od roku 1958 hrál v jazzovém triu s kontrabasistou Luďkem Hulanem a bubeníkem Ivanem Dominákem, kde natáčeli své nahrávky s kapelou Studio 5, později vystupovali společně i v Orchestru Československého rozhlasu.
V roce 1958 se také osobně poznal s mladým a právě začínajícím zpěvákem Karlem Gottem, se kterým se postupně velmi sblížil. Počátkem šedesátých let také studoval pražskou AMU u profesora Františka Raucha, v té době ale už hrál v Divadle Semafor, v Divadle Apollo, vystupoval i s Jazzovým orchestrem Československého rozhlasu dirigenta Karla Krautgartnera.
V roce 1966 skončil druhý za Janem Hammerem na mezinárodní jazzové interpretační soutěži ve Vídni. V polovině šedesátých let zaskočil za zraněného kolegu Jaromíra Klempíře a odjel společně s Karlem Gottem na půl roku do USA, kde oba společně vystupovali v Las Vegas. Po návratu z USA se již natrvalo stal členem Orchestru Ladislava Štaidla, což byla doprovodná kapela zpěváka Karla Gotta, kde působil až do své smrti, zejména jakožto hudební aranžér a sólista orchestru. Vedle toho se ovšem nadále věnoval jazzové hře i vážné hudbě. Hrál společně s dalším významným českým jazzovým klavíristou Karlem Růžičkou, aranžoval mnoho vlastních sólových nahrávek, kromě Karla Gotta spolupracoval i se zpěvačkou Jitkou Zelenkovou a houslistou Jaroslavem Svěceným. Jako muzikant a klavírista byl naprosto výjimečný v tom, že uměl velmi dobře hrát prakticky všechny běžné styly hry na klavír, tedy vážnou hudbu, klasický jazz i populární hudbu. Byl držitelem titulu zasloužilý umělec.
V posledních letech života se u něj objevily problémy s alkoholismem. Zemřel ve věku 55 let na rakovinu hrtanu.